# Colonia San Pedro, Morelos
Colonia San Pedro är en ort i Mexiko.   Den ligger i kommunen Puente de Ixtla och delstaten Morelos, i den sydöstra delen av landet, 100 km söder om huvudstaden Mexico City. Colonia San Pedro ligger 937 meter över havet och antalet invånare är 333.
Terrängen runt Colonia San Pedro är varierad. Runt Colonia San Pedro är det ganska glesbefolkat, med 50 invånare per kvadratkilometer. Närmaste större samhälle är Zacatepec, 15,7 km nordost om Colonia San Pedro. I omgivningarna runt Colonia San Pedro växer huvudsakligen savannskog.